# Sam Schmidt
Sam Schmidt (Lincoln (Nebraska), 15 augustus 1964) is een Amerikaans voormalig autocoureur en de teameigenaar van Sam Schmidt Motorsports.
Schmidt reed tussen 1997 en 1999 in de Indy Racing League. Hij won één race in zijn carrière, op de Las Vegas Motor Speedway in 1999 en vertrok die dag ook vanaf poleposition. Hij eindigde dat jaar op de vijfde plaats in de eindstand van het kampioenschap. Tijdens testritten in januari 2000 op de Walt Disney World Speedway als voorbereiding op het nieuwe seizoen raakte hij betrokken bij een zwaar ongeval en werd verlamd, wat meteen een einde van zijn carrière als autocoureur betekende. In 2001 richtte hij Sam Schmidt Motorsports op. Het team won tot nog toe zes titels in het Indy Lights kampioenschap.